# Manon Errard
Manon Errard, née le 9 février 2005 à Nouméa, est une handballeuse internationale française évoluant au poste d'ailière droite au Metz Handball, en Division 1.

## Biographie
Originaire de la Meuse, elle commence le handball à 8 ans au club de handball de  Carignan. En septembre 2019, alors en classe de troisième, elle intègre le pôle de Metz Handball. Les années suivantes, elle joue pour l'équipe réserve du club en Nationale 1 en parallèle de son cursus scolaire.  
A l'été 2024, elle est sélectionée pour participer au Championnat du Monde des moins de 20 ans avec l'équipe de France en Macédoine du Nord. La France est sacrée championne du monde à l'issue d'une finale remportée face à la Hongrie (29-26). Errard inscrit 8 buts dans la rencontre et est désignée meilleure ailière droite du tournoi.  
Elle commence à jouer avec l'équipe professionnelle lors de la saison 2024-2025 en championnat, et en ligue des champions, et signe son premier contrat professionnel en décembre 2024 pour une durée de trois ans. En février 2025, elle est appelée pour la première fois en équipe de France pour disputer deux matchs amicaux face à l'Allemagne début mars. Elle inscrit un but lors de son premier match le 6 mars. A la fin de la saison, elle remporte son premier championnat de France et sa première Coupe de France.

## Palmarès

### En sélection

#### Championnat du monde
- médaille d’or au championnat du monde des moins de 20 ans 2024.

### En club
Sauf précision, le palmarès est obtenu avec le Metz Handball
- Ligue des champions (C1) :
  - 4e place en 2025

Compétitions nationales
- Championnat de France :
  - Vainqueur (1) : 2025
- Coupe de France :
  - Vainqueur (1) : 2025